# Macroteleia donaldsoni
Macroteleia donaldsoni är en stekelart som beskrevs av Galloway 1978. Macroteleia donaldsoni ingår i släktet Macroteleia och familjen Scelionidae. Inga underarter finns listade i Catalogue of Life.